# Erembert z Fryzyngi
Erembert z Fryzyngi (niem. Erembert von Freising), znany także jako Erenbert, Erchinpreht, Erchanpert, Erchinbert lub Erchembert (miejsce i data urodzenia nieznane, zm. ok. 748/749 we Fryzyndze) – benedyktyn, drugi biskup Fryzyngi.

## Życie i działalność
Szczegóły jego życia nie są dokładnie znane. Według przekazów miał być bratem swojego poprzednika na urzędzie biskupim, św. Korbiniana. Współpracownik św. Bonifacego, zwanego Apostołem Niemców. Wiadomo, że pełnił funkcje opata założonego przez Korbiniana klasztoru Weihenstephen na wzgórzu nieopodal Fryzyngi. Po śmierci Korbiniana miasto nie posiadało biskupa, ale od wielu już lat trwały starania władców bawarskich do stworzenia organizacji kościelnej z prawdziwego zdarzenia. Do kanonicznego erygowania biskupstwa we Fryzyndze doszło w 739 roku za sprawą wspomnianego już Bonifacego.
Na swoją świątynię katedralną wybrał Erembert kościół Najświętszej Maryi Panny – poprzednika dzisiejszej katedry. Erembert miał być też wychowawcą swoich dwóch kolejnych następców na stolicy biskupiej, Józefa z Werony i Arbeo z Fryzyngi. Według tradycji umrzeć miał 1 stycznia 749 roku, a następnie miał zostać pochowany we fryzyngijskiej katedrze, obok ołtarza św. Mateusza Ewangelisty.